# Principauté de Minsk
1101–1413
Entités précédentes :
- Principauté de Polotsk

Entités suivantes :
- Grand-duché de Lituanie

La principauté de Minsk (en biélorusse : Мінскае княства), était une principauté médiévale issue de la principauté de Polotsk située sur l'actuel territoire de la Biélorussie. 

## Géographie
La capitale de la Principauté était Minsk, les autres villes importantes de la Principauté étaient Baryssaw, Lahoïsk, Zaslawye, Orcha et de l'ancienne ville de Drutsk. La Principauté se trouvait vers les cours d'eau du Svislotch, du Drout et de la Bérézina.

## Histoire

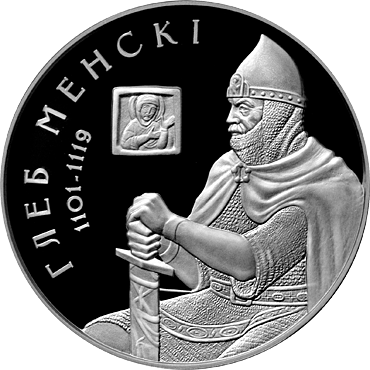
Pièce commémorative biélorusse de 2007 dédiée à Gleb Vseslavitch.

La région aux alentours de Minsk fut contrôlée par la principauté de Polotsk au début du Xe siècle. Après la mort du prince Vseslav de Kiev, Polotsk fut divisé en six petites principautés dont chacun des fils de Vseslav hérita. Le deuxième enfant du prince, Gleb Vseslavitch, hérita de Minsk et des terres environnantes. 
Peu de temps après la mort de son père, Gleb Vseslavitch déclara la guerre à ses frères Davyd, prince de Polotsk, et Roman, prince de Droutsk afin d'étendre son territoire. En 1106, il prit part à un raid contre les tribus baltes de Zemgale. En 1116, il débuta une guerre contre Vladimir II Monomaque, grand-prince de Kiev et brûla la ville de Sloutsk. En représailles, Vladimir II décida d'envoyer ses troupes à Minsk pour l’assigner. Le siège échoua dans un premier temps, mais le prince Vladimir décida de continuer à assiéger la ville en hiver. En voyant les préparatifs pour un long siège, Gleb Vseslavitch prit la décision d'envoyer des émissaires afin de mettre en place un traité de paix. Mais, en 1117, le prince de Minsk reprit les hostilités en attaquant Smolensk tout en ignorant le traité de paix. Vladimir II envoya donc son fils Mstislav avec une grande armée qui assiégea et prit la ville de Minsk. Gleb Vseslavitch fut emprisonné à Kiev et mourut en 1119.
Après la mort de Gleb Vseslavitch, la Principauté de Minsk tomba sous l'influence de Kiev. En 1146, le fils de Gleb, Rostislav Glebovitch, reprit le contrôle de Minsk. Rostislav et ses descendants menèrent différentes guerres contre les princes de Droutsk et de Vitebsk. Cette période vit aussi des rapprochements dans les relations avec le grand-duché de Lituanie. En 1164, le fils de Rostislav, Volodar Glebovitch, remporta, avec l'aide des Lituaniens, une importante bataille contre le prince de Polotsk, qui eut permis de garantir l'indépendance des principautés issues de la scission de Polotsk. 
Au XIIIe siècle, l'influence des ducs de Lituanie sur les princes de Minsk continua à grandir. La Principauté fut tout d'abord épargnée par les invasions mongoles de 1237 à 1239 du Rus' de Kiev. Mais, peu de temps après, elle dut faire face aux invasions des nomades de la Horde d'or qui avaient ravagé et vassalisé de nombreuses principautés au sud. Afin d'éviter une soumission aux Mongols, la Principauté demanda la protection de leurs alliés lituaniens. Ainsi, en 1242, Minsk est annexé pacifiquement par le grand-duché de Lituanie. En 1249, une armée formée par les Lituaniens et de Minskois repoussa une invasion mongole,.
La ville de Minsk connut une période de croissance et de prospérité soue le règne de la Lituanie. Les nobles locaux eurent un rang élevé au sein de la société du grand-duché. En 1326, à la suite d'un traité entre le grand-duché de Lituanie et la république de Novgorod, le grand-duc lituanien Gediminas prit le contrôle de la Principauté.
En 1413, lorsque le grand-duché de Lituanie et le royaume de Pologne signèrent l'union de Horodło, un des principaux actes de l'union de Pologne-Lituanie, la principauté de Minsk cessa d'exister pour devenir le Voïvodie de Minsk.

## Princes de Minsk
- 1101-1119 : Gleb de Minsk, fils du grand-prince Vseslav de Kiev
- 1146-1151 : Rostislav de Minsk, fils de Gleb
- 1151-1158 : Volodar de Minsk, fils de Gleb
- 1159-1165 : Rostislav de Minsk (à nouveau)
- 1165-1167 : Volodar de Minsk (à nouveau)
- Autour de 1182 : Vladimir de Minsk, fils de Volodar